# Reggimento della Guardia Reale dell'Arabia Saudita
Il Reggimento della Guardia Reale dell'Arabia Saudita (in arabo: الحرس الملكي السعودي Al-Ḥars al-Malakī as-Suʿūdī) è un'unità dell'esercito saudita. Fino al 1964 costituiva una forza armata indipendente. Le guardie reali hanno come missione principale la protezione della famiglia reale saudita.
Le guardie reali rispondono direttamente al re e per motivi di sicurezza mantengono una rete di comunicazione separata dall'esercito regolare.
I membri del reggimento indossano il dishdasha, il kefiah bianco e il qutrah (un tradizionale copricapo arabo). Quando indossano l'uniforme all'occidentale le guardie reali si distinguono per un basco verde brillante.
Il reggimento è costituito da tre battaglioni di fanteria leggera ed ha sede nei pressi di Riad. Il comandante del reggimento è il feldmaresciallo Hamad bin Muhammad al-Uhali.

## Compiti
Attualmente i compiti del Reggimento della Guardia Reale sono:
- prendere tutte le misure necessarie a garantire la sicurezza e la protezione del re e del principe ereditario in Arabia Saudita e all'estero, utilizzando tutti i mezzi disponibili per raggiungere questo obiettivo;
- garantire la sicurezza del re e dei suoi ospiti, ovunque si trovino all'interno del Regno;
- garantire la sicurezza delle delegazioni estere in tutti i luoghi che visitano all'interno del Regno;
- garantire la sicurezza e del re e dei suoi ospiti durante le celebrazioni e le conferenze che si tengono all'interno del Regno unitamente agli altri servizi di sicurezza;
- garantire la sicurezza e la guardia di tutti palazzi reali nelle varie città del Regno;
- garantire la sicurezza di Sua Altezza il principe ereditario, mentre accompagna il re e mentre si trova in luoghi la cui sicurezza è responsabilità della Guardia Reale;
- seguire tutti i dipendenti dei vari uffici governativi, dei palazzi reali e del Consiglio dei Ministri in tutti i luoghi quando è presente il sovrano;
- coordinare con l'ufficio reale del protocollo e l'ufficio per gli affari dei cittadini le interviste ai cittadini e ai dignitari nazionali e stranieri;
- esercitare altre funzioni che vengono attribuite temporaneamente;
- garantire la sicurezza dei membri della famiglia reale e dei funzionari statali quando si recano in missione al di fuori del Regno;
- presenziare alle cerimonie di accoglienza e congedo dei dignitari stranieri, alle cerimonie di presentazione delle lettere credenziali degli ambasciatori e operare come guardia d'onore;
- garantire la sicurezza nelle cerimonie e conferenze svolte alla presenza dal re o di un suo rappresentante;
- coordinare con tutti i servizi di sicurezza le varie celebrazioni e manifestazioni che si svolgono all'interno del Regno e sviluppare piani di sicurezza comuni per garantire la sicurezza e la protezione del re e dei funzionari e dignitari;
- impegnarsi con gli altri settori delle forze armate in tutte le operazioni di combattimento.

## Gradi

### Ufficiali
- Feldmaresciallo di prima classe (in arabo: مشير)
- Feldmaresciallo (in arabo: فريق أول)
- Generale di prima classe (in arabo: فريق)
- Generale (in arabo: لواء)
- Brigadier generale (in arabo: عميد)
- Colonnello (in arabo: عقيد)

### Sottufficiali
- Tenente colonnello (in arabo: مقدم)
- Maggiore (in arabo: رائد)
- Capitano (in arabo: نقيب)
- Tenente di prima classe (in arabo: ملازم أول)
- Tenente (in arabo: :ملازم)

### Truppa
- Sergente capo (in arabo: رئيس رقباء)
- Sergente di prima classe (in arabo: رقيب أول)
- Sergente (in arabo: رقيب)
- Vice sergente (in arabo: وكيل رقيب)
- Caporale (in arabo: عريف)
- Primo soldato (in arabo: جندي أول)
- Soldato (in arabo: :جندي)